# Tables pruténiques

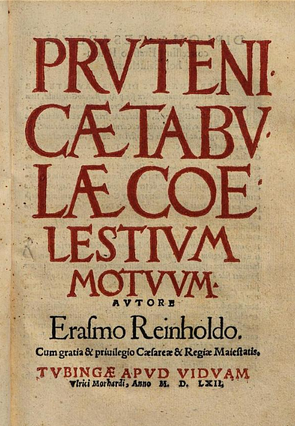
Page de titre de l'édition de 1551.

Les Tables pruténiques ou tables prussiennes des mouvements du ciel (Prutenicæ Tabulæ Cœlestium Motuum) sont des tables astronomiques permettant le calcul de la position du Soleil, de la Lune et des planètes. Au cours de la seconde moitié du XVIe siècle, elles supplantèrent les Tables alphonsines, dont les prédictions s'écartaient de plus en plus de la réalité.

## Confection
Ces tables furent compilées en 1551 par Erasmus Reinhold. C'est alors qu'il dressait un nouveau catalogue d'étoiles qu'il découvrit les idées de Nicolas Copernic, et qu'il décida de s'appuyer dessus ; mais la grande précision des Tables pruténiques ne tient pas tant à l'adoption du système de Copernic qu'à l'actualité des données d'observation utilisées au moment de leur publication. C'est le succès des tables qui assura aux idées de Copernic une diffusion lente mais sûre.
Le duc Albert de Brandebourg-Ansbach apporta son appui à Reinhold et finança l'impression des Tables Pruténiques, même si le versement des paiements fit par la suite l'objet d'amers reproches. Reinhold et ses Tables firent connaître le système de Copernic dans tout le Saint Empire et même au-delà, jusqu'au choix de Kœnigsberg comme position du méridien origine.
Les tables sortirent des presses d'Ulrich Morhard à Tübingen en 1551 ; dès 1562, la veuve de Morhard procédait à un second tirage. L'éditeur de la seconde édition de ces tables (Tübingen, 1571) ne fut autre que Michael Maestlin (1550-1631), le futur professeur de Johannes Kepler : il composa une postface et deux pages d’errata. La troisième édition (Wittemberg, chez Matthäus Welack, 1585) est l’œuvre d'un certain Caspar Strubius, recteur de l’Université de Wittemberg.
Au cours du XVIIe siècle, les Tables pruténiques seront à leur tour supplantées par les Tables rudolphines de Tycho Brahe et Kepler.
L’influence de Reinhold et de ses tables sur la diffusion des idées de Copernic a fait l'objet de plusieurs publications d'Owen Gingerich.